# Історія Європейського Союзу (1993–2004)
У період між 1993 та 2004 роками Європейський Союз продовжував розширюватися.

## Четверте розширення
В кінці 1993 року розпочалися переговори про повноправне членство Австрії, Норвегії, Фінляндії та Швеції.
1 січня 1995 року Австрія, Фінляндія і Швеція приєднуються до ЄС. Таким чином кількість членів ЄС стає 15. Норвегія утрималась від вступу за результатами референдуму. Більшість населення Норвегії проголосувало проти приєднання.

## Подання нових заявок на вступ
У 1994 році розпочались позитивні зрушення у стосунках ЄС та країн, що бажали вступити. Європейська Спільнота не була зацікавлена в перевагах одній із східноєвропейських країн, тому було надано перевагу усім охочим вступити. В грудні 1994 року в Ессені було зроблено стратегічний крок з метою підготовки країн до інтеграції з ЄС. Головним напрямком цього плану було прискорення політичних та економічних реформ, які повинні стати гарантом інтеграції країн в ЄС. 31 березня 1994 року першою подала заявку Угорщина. За нею у квітні Польща. Восени і взимку 1995 року подали заявки Латвія, Естонія, Литва і Болгарія, а літом — Словаччина та Румунія. Чехія та Словенія — у 1996 році.
Фактично підготовка до вступу цих країн до ЄС тривала понад десять років, більш інтенсивно — з 1997-року, коли було прийнято рішення про перспективи розширення, а Болгарію та Румунію прийняли в ЄС тільки через 12 років.
31 березня 1998 року розпочалися переговори про вступ до ЄС із Угорщиною, Польщею, Естонією, Чехією, Словенією та Кіпром.
13 жовтня 1999 року Європейська Комісія дала рекомендацію державам-членам ЄС розпочати переговори з Румунією, Словаччиною, Латвією, Литвою, Болгарією та Мальтою. 9 жовтня 2002 року Комісія порекомендувала закрити переговори з Угорщиною, Польщею, Естонією, Чехією, Словенією, Кіпром, Словаччиною, Латвією, Литвою та Мальтою. Цей процес для ЄС-10 повністю завершиться тільки у 2009 році.

## Біла книга
У грудні 1994 року Рада Європи в Ессені прийняла «Білу книгу» — «дорожню карту» для встановлення і коригування спільного ринку.
Це величезний масив законів і норм. Він містив 31 розділ та 80-100 тисяч сторінок.
Величезний масив законодавства та нормативних документів Союзу мав імплементуватися у законодавстві кожної з цих країн та інтегруватися з ним — мова йшла про захист інтелектуальної власності, безпечності продуктів харчування, сільськогосподарської сировини та якості промислової продукції.

## Договори

### Амстердамський договір
2 жовтня 1997 року Амстердамський договір підписали міністри закордонних справ п'ятнадцяти держав-членів. Він набув чинності 1 травня 1999 року. Він вніс істотні зміни в договір про ЄС, котрий був підписаний в Маастріхті у 1992 році. Чітко прописані умови вступу до Європейського союзу, включені шенгенські угоди. Також змінена нумерація статей і параграфів установчих договорів.

### Ніццький договір
Ухвалили в грудні 2000 року на засіданні Європейської Ради в Ніці. Він був підписаний 26 лютого 2001 року. Ніццький договір є результатом роботи міжурядової конференції, що відкрилася у лютому 2000 року, і завданням якої було підготувати європейські інституції до розширення.
Головні зміни полягають в обмеженні складу Комісії, розширенні сфери застосування кваліфікованої більшості, визначенні нової ваги голосів у Раді міністрів, реформування процедури тіснішої співпраці. Окрім цих чотирьох ключових питань, велику увагу приділено спрощенню договорів, розподілу повноважень, леґітимізації Хартії основних прав та визначенню ролі національних парламентів. До договору додається Декларація про майбутнє Союзу.
Процес ратифікації був ускладнений тим, що на референдумі 7 червня 2001 року в Ірландії більшість населення висловилося проти розширення ЄС. Але наступного року таки було схвалено розширення на черговому референдумі..
Після того, як Ніццький договір ратифікували всі держави-члени, він набрав чинності 1 лютого 2003 року.
Реформуються практично всі інститути Євросоюзу. Вводиться така структура, як Суд ЄС, Суд першої інстанції.

## Введення Євро
3 травня 1998 року Європейська Рада ухвалює рішення, що 11 держав ЄС введуть спільну валюту 1 січня 1999 року. 1 червня 1998 року розпочав роботу Європейський центральний банк. 31 грудня запроваджуються фіксовані курси обміну європейських валют на євро.
1 січня 1999 року на ринок випускається євро.
1 січня 2002 року банкноти і монети євро вводять в обіг.

## 2002
13 грудня у Копенгагені на нараді Європейської Ради було досягнуто згоди про те, що Кіпр, Чехія, Естонія, Угорщина, Латвія, Литва, Мальта, Польща, Словаччина та Словенія можуть приєднатися до ЄС — 1 травня 2004 року.
А Болгарія та Румунія приєднаються у 2007 році. Також ухвалено рішення про те, що переговори з Туреччиною можуть розпочатися, якщо на основі рекомендацій Комісії у грудні 2004 року Європейською Радою буде ухвалено рішення, що Туреччина відповідає усім «Копенгагенським критеріям».

## 2003
16 квітня в Афінах були підписані угоди з ЄС та Кіпром, Чехією, Естонією, Угорщиною, Латвією, Литвою, Мальтою, Польщею, Словаччиною і Словенією про приєднання.
10 липня Конвентом щодо майбутнього Європи була завершена робота над Європейської Конституції.

## П'яте розширення
1 травня 10 країн — Кіпр, Чехія, Естонія, Угорщина, Латвія, Литва, Мальта, Польща, Словаччина та Словенія приєднуються до Європейського Союзу.
У грудні 2004 року було прийнято рішення про можливість початку переговорів із Туреччиною щодо приєднання до ЄС.